# Siphonochelus
Siphonochelus là một chi ốc biển, là động vật thân mềm chân bụng sống ở biển trong họ Muricidae, họ ốc gai.

## Các loài
Các loài thuộc chi Siphonochelus bao gồm:
- Siphonochelus angustus Houart, 1991[2]
- Siphonochelus arcuatus (Hinds, 1843)[3]
- Siphonochelus boucheti Houart, 1991[4]
- Siphonochelus generosus Iredale, 1936[5]
- Siphonochelus japonicus (A. Adams, 1863)[6]
- Siphonochelus lozoueti Houart, 1991[7]
- Siphonochelus nipponensis Keen & Campbell, 1964[8]
- Siphonochelus pentaphasios (Barnard, 1959)[9]
- Siphonochelus radwini Emerson & D'Attilio, 1979[10]
- Siphonochelus riosi (Bertsch & D'Attilio, 1980)[11]
- Siphonochelus rosadoi Houart, 1999[12]
- Siphonochelus solus Vella, 1961[13]
- Siphonochelus stillacandidus Houart, 1985[14]
- Siphonochelus syringianus (Hedley, 1903)[15]
- Siphonochelus tityrus (Bayer, 1971)[16]
- Siphonochelus transcurrens (Martens, 1902)[17]
- Siphonochelus undulatus Houart, 1991[18]
- Siphonochelus unicornis Houart, 1991[19]
- Siphonochelus virginiae (Houart, 1986)[20]
- Siphonochelus erythrostigma Keen & Campbell, 1964[21]
- Siphonochelus longicornis (Dall, 1888)[22]
- Siphonochelus pavlova (Iredale, 1936)[23]
- Siphonochelus saltantis Houart, 1991[24]